# 篩蝦屬
北方篩蝦，又稱筛状奇虾，是篩蝦屬的唯一物種，屬於節肢動物門、恐蝦綱、放射齒目、篩蝦科。它分布於寒武紀第三期的格陵蘭海域，其化石亦曾出現在美國第四期的地層。篩蝦是首個被學者確定的濾食性奇蝦，同時也是目前已知最早能游泳的大型濾食性動物。它的過濾方式、食性以及生態位与現今的鬚鯨、部分鯊魚、鰩魚類似，也與同目的海神盔蝦屬和帕凡特蝦屬相近。
2010年，艾莉森·C·戴利（Allison C. Daley）和約翰·S·皮爾（John S. Peel）首次根據單一化石標本描述並命名了篩蝦屬。2014年，英國和丹麥的學者基於新出土的化石進一步證實該屬的有效性，並將其劃入至新建立的篩蝦科。

## 發現與歷史

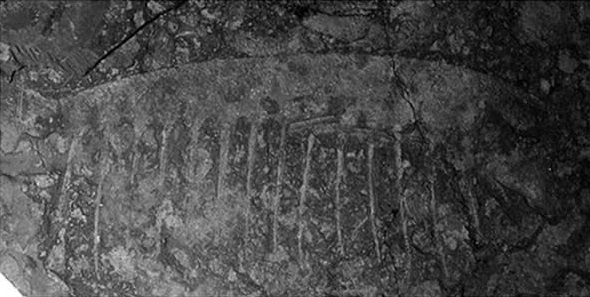
溫瑟爾等人發現編號為MGUH 30500的前附肢化石照片

2010年，艾莉森·C·戴利和約翰·S·皮爾描述他們去年發現的化石（編號MGUH 29154，此為正模標本），其產地在北格陵兰皮里地半島（Peary Land）J.P.科赫峽灣（J.P. Koch Fjord）的布恩地層（Buen Formation），屬於西里斯帕斯特生物群（Sirius Passet）的一員。化石頭部的前附肢（frontal appendage），破損嚴重，連接頭部部分斷裂，邊緣受損，測量數據可能不準確。
2014年，雅各布·溫瑟爾（Jakob Vinther）等人在《自然》發表標本編號MGUH 30500~MGUH 30504，首次證實篩蝦頭部骨片的存在，並深入對其生態以及型態做的研究。
2019年，史蒂芬·帕茨（Stephen Pates）與戴利在美國國立自然史博物館的館藏中發現了標本編號USNM 90827/PA 388，其來自金澤斯地層（Kinzers Formation）。該化石原被鑑定為賓州奇蝦，而後認為可能是篩蝦近緣種（Tamisiocaris aff. borealis）的前附肢。

## 命名
Tamisiocaris是合成詞，「tamisium」意為篩子，指篩蝦前附肢上纖細的刺，推測其功能是過濾食物；「caris」則意為螃蟹，這是恐蝦綱常用的學名尾綴。種小名「borealis」意為「北方」，表明其分布地點比其他奇蝦更北，且該物種是第一種在格陵蘭發現的奇蝦。相比之下，其他奇蝦化石分布在更南方的中國、美國或加拿大。

## 描述
篩蝦與許多放射齒目的物種一樣，目前發現的化石只保存了頭部的前附肢和部分頭部骨片，尚未發現其他部位。其全長未知，但魯迪·勒羅西－奧布里爾（Rudy Lerosey-Aubril）和史蒂芬·帕茨計算出前附肢與全身大小的比例，推測其全長大約34公分。
節蝦的前附肢最長12公分，最少有18節。各節間由三角形節膜（arthrodial membrane）隔開，節膜從前附肢的腹側延伸至背側，其占每節長度的33%至55%，使前附肢彎曲時更為靈活。第二節與第三節比其他節更加靈活，而第一節的長度超過後三節的總和。腹側的刺向外側分叉，外觀呈倒V形，稱作前附肢棘（endite，ventral spines）。第一節的腹側另有一對粗壯且向後傾斜的刺，其餘17對刺則細長且從每節中間突出，每兩根棘相隔5至6毫米。化石上的前附肢棘普遍斷裂，代表它們可能不柔軟。前附肢棘上還有更細小的刺，稱為前附肢輔棘（auxiliary spines）。篩蝦的前附肢輔棘比其他奇蝦更為細長。長約4.2至5毫米，兩根相隔0.3至0.85毫米，外觀如羽毛。前附肢背側光滑，僅在末端有一根向外的小刺。
部分化石還保存了橢圓形的頭部骨片，其大小超過加拿大奇蝦的相同部位。在美國發現的篩蝦近緣種化石僅保存了前附肢末端的9節，前附肢棘與篩蝦相似，但未觀察到前附肢輔棘和背側的刺。

## 生態

篩蝦的前附肢動作設想圖

篩蝦以中型浮游生物為食（體長約0.3至0.85毫米），其捕食對象與櫛水母、刺細胞動物、毛颚动物等其他生物相同；該物種食性與抓捕獵物的游動捕食者（例如：加拿大奇蝦或是抱怪蟲科）不同。篩蝦在寒武紀屬於強勢的濾食性物種之一。研究人員推測篩蝦可能利用前附肢在水中揮動，濾出大於篩孔的浮游生物，並用口錐（oral cone，放射齒目的特殊口器）吸食困在前附肢輔棘中的獵物。寒武紀時期，包括篩蝦在內的一類自游生物逐漸演化，並填補了海洋中的濾食性生態位。現存的濾食性物種如藤壺、磷蝦等甲殼類，亦有細長的前附肢及柔軟的剛毛或細毛，這些結構與篩蝦類似。
篩蝦近緣種的化石中未見前附肢輔棘，可能表明其食性與篩蝦有所不同。推測這些物種可能通過前附肢過濾或刮取沉積物為食，或以更大獵物為食，導致前附肢輔棘退化。

### 意義
現今的濾食性魚類，如鯨鯊、姥鯊，都需要大量的營養來維持游泳時所消耗的大量能量，因此主要分布在浮游生物繁盛的區域。在寒武紀，類似的情況也曾出現，如磷酸鹽堆積形成的岩石，以及陸地營養物質（如氮、磷等）流入海洋，皆表明當時浮游生物數量非常龐大。研究表明，篩蝦與厚莖魚類、鯨類等濾食性生物均由大型游動捕食者演化而來。儘管它們生活在不同的時期或生態位，但其演化路徑相似，可能屬於趨同演化。
過去認為寒武紀晚期（從古丈期至寒武紀第十期）才演化出多樣的浮游生物與濾食性動物，浮游生物的食物鏈也進而逐漸完善。然而，篩蝦的發現顛覆了這一理論，因為篩蝦生存於寒武紀早期（從幸運期至寒武紀第四期）。此後，在其他化石產地也相繼發現了其他濾食性動物，進一步支持了寒武紀早期已存在濾食性生態位的觀點。

## 分類

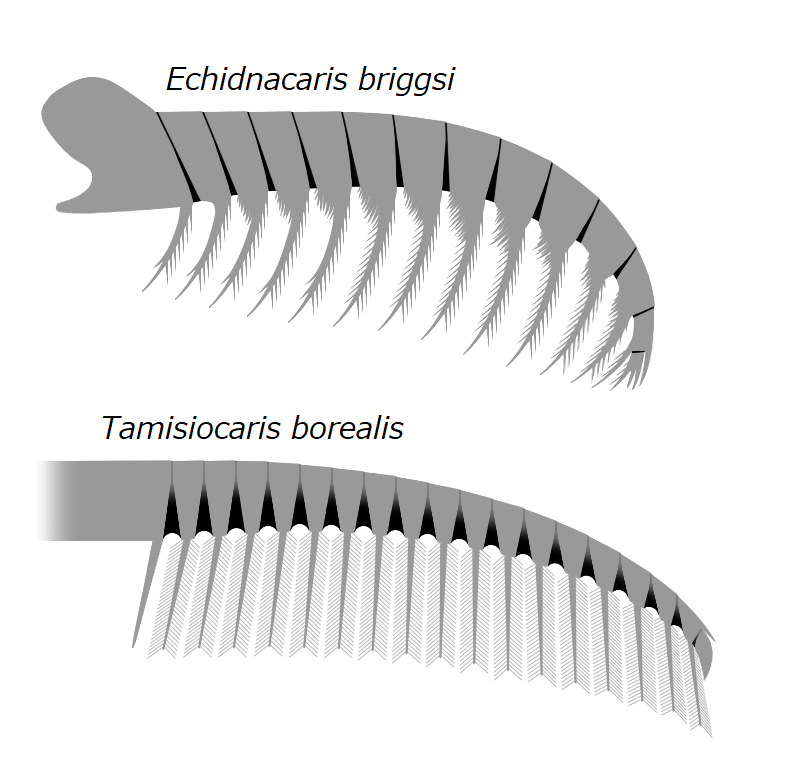
針鼴蝦與篩蝦的前附肢比較圖，比例不按實際尺寸繪製

戴利與皮爾最初對篩蝦的分類不清楚。因當時未發現濾食性的奇蝦或生活於格陵蘭的奇蝦，再加上僅有一塊破碎且不完整的前附肢化石，他們僅能初步將該化石認定為「可能是奇蝦的一種」（possible anomalocaridid）。
2014年，溫瑟爾等人比較篩蝦與布氏奇蝦（Anomalocaris briggsi）的前附肢特徵，發現多處顯著相似點，例如：前附肢棘向後彎曲及前附肢輔棘密集。這些特徵證明篩蝦與布氏奇蝦屬於一個單系的演化支。溫瑟爾等人將這一演化支命名為鯨蝦科（Cetiocaridae），並確認其與赫德蝦科為姊妹群。此後，其他學者提出的系統發生樹也支持篩蝦科與赫德蝦科的關係。
2021年，吳雨將帚刺奇蝦（Anomalocaris saron）與寬基奇蝦（Anomalocaris magnabasis）重新歸類至侯氏蝦屬，這兩者曾屬於奇蝦屬（Anomalocaris）。2023年，吳雨建立了針鼴蝦屬，並將布氏奇蝦歸入其中。至此，帚刺奇蝦、寬基奇蝦與布氏奇蝦均被重新歸類為篩蝦科的新屬。